# بوستون (گروه موسیقی)
بوستون (به انگلیسی: Boston) گروه موسیقی راک آمریکایی است که در سال ۱۹۷۴ در بوستون توسط یک مهندس از ام آی تی شکل گرفت، و امروزه به‌عنوان یکی از معروفترین و محبوبترین گروه‌های موسیقی در آمریکا محسوب می‌شود.
ترانهٔ «بیش از یک احساس» از آثار شاخص گروه بوستون است.

## ترانه‌شناسی
- بوستون (۱۹۷۶)
- پشت سرت را نگاه نکن (۱۹۷۸)
- مرحله سوم (۱۹۸۶)
- راه برو (۱۹۹۴)
- شرکت آمریکا (۲۰۰۲)
- زندگی، عشق و امید (۲۰۱۳)